# Герман, Александр Петрович
Алекса́ндр Петро́вич Ге́рман (1874—1953) — советский учёный в области горной механики, педагог, академик АН СССР (1939).

## Биография
Родился 20 октября (1 ноября) 1874 года в Вятке (ныне Киров). В 1897 году окончил физико-математический факультет Петербургского университета, в 1903 году — Петербургский горный институт. Работал на Путиловском заводе, на Петербургском монетном дворе.
С 1907 года — на научно-преподавательской работе в Петербургском (Петроградском, Ленинградском) горном институте (с 1914 года — профессор, с 1915 года — заведующий кафедрой горнозаводской механики, в 1918—1925 годах — помощник директора института, в 1930—1945 годах — помощник директора по учебной части, с 1945 года — проректор по научной работе).
Разработал теоретические основы горной механики, опубликовал труды по рудничным установкам, машинам для горячей обработки металлов. В 1912 впервые аналитически установил условия наиболее оптимальной термодинамической отдачи паровых турбин.
Создатель советской научной школы горной механики. Основоположник динамики рудничного подъёма. Дал точное уравнение теоретического напора турбомашин, доказал существование закона конгруэнтности индивидуальных характеристик для геометрически подобных турбомашин. Разработал научные принципы автоматизированной системы управления подъёмными машинами.
Участвовал в проектировании крупных горных предприятий Донбасса, Урала, Кузбасса, Караганды, Ткварчели и других.
Доктор технических наук (1935). Академик АН СССР по Отделению технических наук (горное дело) с 28 января 1939 года.
Умер 30 ноября 1953 года в Ленинграде. Похоронен на Литераторских мостках Волковского кладбища. Надгробие (скульптор Б. Е. Каплянский, архитектор И. М. Чайко) создано в 1957 году.
Сочинения
- Горная механика. — Ч. 1—2. — Л.—М., 1934—35.
- Рудничные подъемные установки. — М.—Л., 1947 (совм. с Ф. Н. Шклярским).

## Награды
- орден Ленина
- 2 ордена Трудового Красного Знамени (31.10.1944; 11.06.1945)
- орден «Знак Почёта»

## Адреса в Санкт-Петербурге — Петрограде — Ленинграде
- 1903—1907 — Старо-Петергофский проспект, 10; [2]
- 1907—1917 — 6-я линия Васильевского острова, 29;
- 1922—1941, 1944—1953 — набережная Лейтенанта Шмидта, 45.

На здании Горного института по адресу набережная Лейтенанта Шмидта, 45 в 1964 году была установлена мемориальная доска (архитектор М. Ф. Егоров).